# 젠타 베르거
젠타 베르거(Senta Berger, 1941년 5월 13일 ~ )는 오스트리아의 배우, 영화 제작자, 작가이다.

## 출연 작품
- 잇 쿠드 해브 빈 워스 - 마리오 아도프 (2019)
- 웰컴 투 저머니 (2016)
- 앤드 에브리원 워스 사일런트 (2012)
- 사일런트 칠드런 (2012)
- 컬러스 인 더 다크 (2010)
- 내 말대로 해줘 (2009)
- 에리카 래바우: 퍽크 오브 베를린 (2008)
- 마담 뚜 (1977)
- 철십자 훈장 (1977)
- 굿나잇, 레이디스 앤 젠틀맨 (1976)
- 스위스의 음모 (1975)
- 병원: 하얀 마피아 (1973)
- 주홍글씨 (1972)
- 로드 부인의 낮과 밤 (1972)
- 로마 베네 (1971)
- 아프리카의 부시우먼 2 (1971)
- 아프리카의 부시우먼 (1970)
- 이프 이츠 튜즈데이 (1969)
- 비밀지령 (1968)
- 악마 같은 당신들 (1968)
- 사이렌서 잠복 부대 (1967)
- 산 젠나로의 작전 (1966)
- 팔레스타의 영웅 (1966)
- 헤로인 커넥션 (1966)
- 0011 나폴레옹 솔로 - 대돌파 (1965)
- 비엔나 스파이 추적 (1965)
- 던디 소령 (1965)
- 굿 솔저 슈웨익 (1960)
- 여로 (1959)
- 디즈니랜드 (1954)